# Dingiri Banda Wijetunga
Dingiri Banda Wijetunga (1916-2008) foi um funcionário público e político, sendo primeiro-ministro do Sri Lanka entre 2 de janeiro de 1989 e 1 de maio de 1993. Foi posteriormente presidente do país, entre 1 de maio de 1993 e 12 de novembro de 1994.